# شعف بلقرن
شعف بلقرن: إحدى مراكز محافظة بلقرن. تقع في غرب المحافظة على مسافة 15 كيلاً، يقطنها 2786 نسمة.